# Szerokość połówkowa

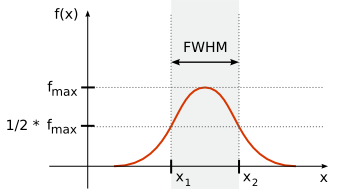
Szerokość połówkowa

Szerokość połówkowa (ang. full width at half maximum, FWHM, szerokość w połowie wysokości) – wielkość liczbowa używana do opisu szerokości „wybrzuszeń” krzywej lub funkcji. Równa się ona odległości między dwoma punktami na krzywej w których funkcja przyjmuje połowę swojej maksymalnej wartości.
Pojęcie to jest używane w zastosowaniach matematyki (w telekomunikacji, teorii informacji, teorii sygnałów, astronomii i innych).

## Definicja formalna
Niech {\displaystyle f} będzie funkcją określoną na pewnym przedziale {\displaystyle D} (skończonym lub nie) przyjmującą wartości rzeczywiste. Ponadto, załóżmy, że {\displaystyle f} osiąga wartość największą {\displaystyle m} (w pewnym punkcie dziedziny) oraz przyjmuje wartość {\displaystyle {\frac {m}{2}}} w dokładnie dwóch punktach {\displaystyle x_{1},x_{2}\in D.}
Wtedy
{\displaystyle \operatorname {FWHM} =\operatorname {FWHM} (f)=|x_{1}-x_{2}|.}
Powyższa definicja ma sens dla dużej klasy funkcji, ale rozważa się ją głównie dla funkcji ciągłych, wklęsłych i o wartościach dodatnich (czyli właśnie „wybrzuszeń”). Często własności te uzyskuje się dopiero po obcięciu funkcji do pewnego przedziału ograniczonego.

## Przykłady
- Niech funkcja {\displaystyle f} będzie gęstością rozkładu normalnego. Wówczas

{\displaystyle \operatorname {FWHM} =\operatorname {FWHM} (f)=2{\sqrt {2\ln {2}}}\sigma \approx 2{,}35\sigma ,}
gdzie {\displaystyle \sigma } to odchylenie standardowe.
- Niech {\displaystyle g} będzie funkcją sinus obciętą do odcinka {\displaystyle [0,\pi ].} Wtedy

{\displaystyle \operatorname {FWHM} =\operatorname {FWHM} (g)={\frac {2}{3}}\pi .}
- Niech {\displaystyle h} będzie funkcją {\displaystyle h(x)=1-{\frac {|x|}{a}},} gdzie {\displaystyle a} jest stałą dodatnią. Wtedy

{\displaystyle \operatorname {FWHM} =\operatorname {FWHM} (h)=a.}